# Ріпинці (Смотрицька селищна громада)
Ріпинці́ — село в Україні, у Смотрицькій селищній територіальній громаді Кам'янець-Подільського району Хмельницької області.

## Назва
Можливо, назва села Ріпинці походить від слова «рипи» — яр, балка.

## Географія
Село Ріпинці розташовано у долині на березі річки Смотрич, лівої притоки Дністра. На сході і на півдні межує з селом Криничани і з смт Смотрич. Відстань автодорогами до районного центру міста Кам'янець-Подільський 40 кілометрів і до станції Балин 9 кілометрів.

### Клімат
Ріпинці знаходяться в межах вологого континентального клімату із теплим літом.

## Історія
З 1991 року в складі незалежної України.
29 серпня 2017 року шляхом об'єднання сільських рад, село увійшло до складу Смотрицької селищної громади.
19 липня 2020 року, в результаті адміністративно-територіальної реформи та ліквідації Дунаєвецького району, село увійшло до складу Кам'янець-Подільського району.

## Населення
За переписом населення України 2001 року в селі мешкало 77 осіб.
Згідно перепису 2015 року в селі мешкало 60 осіб, населення села скоротилось на 22,08 % порівняно зі 2001 роком.
Станом на 2020 рік населення становить 25 осіб.

### Мова
У селі поширені західноподільська говірка та південноподільська говірка, що відносяться до подільського говору, який належить до південно-західного наріччя.